# Klinac (pjevač)
Đorđe Čarkić (Beograd, 6. siječnja 2001.), poznatiji pod umjetničkim imenom Klinac, srbijanski je reper, pjevač i tekstopisac.
Svoj prvi EP pod nazivom Pre noći objavio je 2018. u produkciji Bassivity Digitala, a godinu dana nakon i debitantski album U noći pod IDJ Tunes-om. Ista kuća je 2020. izdala i njegov drugi studijski album Prioriteti. Treći studijski album, Borba objavio je u siječnju 2023.

## Rani život
Rođen je 6. siječnja 2001. godine u Beogradu. Odrastao je na Starčevici u Banja Luci Oba roditelja su mu glazbeno obrazovana, a njegov otac je pijanist, dirigent te sveučilišni profesor na Odsjeku za klavir i harmoniku Akademije umjetnosti u Banja Luci.
Glazbom se počeo baviti još u ranom djetinjstvu, svirajući glasovir. Svoje prve skladbe napisao je u računalnom programu za pisanje nota, a prve beatove u Sony Ericssonu.[nedostaje izvor]

## Karijera
U 6. razredu osnovne škole počinje snimati na mikrofonu preko Skypea. Profesionalnu karijeru započeo je 2017. kada je objavio album Oblaci (neke od pjesama su: "Oblaci II", "Crnocrvena", "Disfunkcija", "Tron", "Plan" i "Ćuti"). Izdavačka kuća zvana "Desetka na Asa", koja je okupila pojedine banjalučke repere, osnovana je u veljači 2017. godine, a Čarkić je bio jedan od njezinih osnivača. Nakon njezina raspada, većina njegovih pjesma koje su prije bile dostupne na YouTubeu obrisane su.
Čarkić je 6. listopada 2018. objavio svoj prvi EP Before the Night (hrv. Prije noći) u produkciji Bassivity-ja Digitala. Na EP-u su se našle pjesme: "Predigra", "Lud", "Svež" i "Nepovrat". Godine 2019. osnovao je svoju izdavačku kuću Apollo.
Svoj prvi studijski album U noći objavio je 6. siječnja 2019., za svoj 18. rođendan, u produkciji IDJ Tunesa. Album sadrži pjesme: "U sumrak", "Tišina", "Svetla", "Molitva", "Beli Weekend", "Korak ispred", "Casino" i "Medalja".
Pjesmom "Pravila" Čarkić je najavio svoj drugi studijski album koji je objavio 28. studenog 2019. godine. Album pod nazivom Prioriteti objavljen je 6. siječnja 2020., a sadrži osam pjesama — "Sam", "Otrov", "Sinoć", "Tourlife", "Tourlife 2", "Sve ok", "Kiša " i "Trofeji".
Treći studijski album Borba, a koji objavljuje pod pseudonimom Đorđe, objavljen je 6. siječnja 2023. Album je objavljen u produkciji Bassivity-ja Digitala i na njemu se nalazi jedanaest pjesama — "Bolji loš", "Kain", "Ponoć = Podne / Nije mi problem", "Zovi Advokata", "Traume", "Blocka Interlude", "Ljubav nije za mene", "Dylan Blue", "Mida", "Johnny Cash" i "Borba".

## Diskografija

### EP-ovi i albumi
- Pre Noći (2018.)
- U Noći (2019.)
- Prioriteti (2019.)
- Borba (2023.) (kao Đorđe)
- Recycle bin (2025.)

### Singlovi
- "7 dana" (2018.)
- "Mogu da se naviknem" s Baskjatom (2019.)
- "Ti živiš za bol" s Danzom (2019.)
- "Nemam mira" (2019)
- "Lucifer" s Bogijem (2019.)
- "Pravila" (2019.)
- "Nova lova" s Yangkulovskim (2019.)
- "Pravila" (2019.)
- "95" s Hiljsonom Mandelom (2019.)
- "Jon Snow" (2022.)

## Vanjske poveznice
- Profil, Deezer
- Profil, Spotify